# Claude Martin (Diplomat)
Claude Pierre Marcel Martin (* 24. September 1944 in Saint-Germain-en-Laye) ist ein französischer Diplomat. Er war von April 1999 bis September 2007 Botschafter der Französischen Republik in Deutschland.

## Leben
Claude Martin begann seine diplomatische Karriere als Legationsrat im Außenministerium. Hier war er in den Folgejahren überwiegend mit Fragen der europäischen Zusammenarbeit betraut. Seinen ersten Auslandseinsatz hatte er von 1979 bis 1984 als Gesandter an der Botschaft in Peking. Von 1984 bis 1986 arbeitete er in Brüssel in der Vertretung Frankreichs bei den Europäischen Gemeinschaften als deren stellvertretender Leiter. Nach Paris zurückgekehrt leitete er bis 1990 im Außenministerium die Asien- und Pazifik-Abteilung. Von 1990 bis 1993 bekleidete Claude Martin die Position des Botschafters der Französischen Republik in China. Anschließend arbeitete er bis 1998 als Stellvertretender Generalsekretär des Außenministeriums. Im April 1999 begann seine Tätigkeit als französischer Botschafter in Deutschland. In seine Amtszeit fiel die Neueröffnung der Französischen Botschaft am Pariser Platz. Er verblieb in Berlin bis zum September 2007. Sein Nachfolger wurde Bernard de Faubournet de Montferrand. Zurück im Pariser Außenministerium leitete Martin dort als Präsident das Conseil des Affaires Etrangères, bevor er zum Richter an den französischen Rechnungshof berufen wurde.

## Autor
- La diplomatie n’est pas un dîner de gala. Mémoires d’un ambassadeur. Éditions de l’Aube, Paris 2018 – ausgezeichnet mit dem Prix Saint-Simon 2018